# Krzyk
Krzyk (en polonès el crit) és una pel·lícula polonesa de drama social i psicològic del 1982 dirigida per Barbara Sass.

## Argument
L'any 1981. La Marianna, una noia de Varsòvia, surt de la presó i aconsegueix una feina com a encarregada en una residència de jubilats de classe alta. Activistes sindicals inspeccionen la residència d'avis, sospitant que antigues personalitats comunistes hi ocupen il·legalment els seus llocs, un d'ells el protegit de Marianna.

## Repartiment
- Marianna − Dorota Stalińska
- Marek − Krzysztof Pieczyński
- Comissaria Niedźwiecka − Ewa Żukowska
- Niedźwiecki − Janusz Zerbst
- Ancià − Stanisław Igar
- La mare de Marianna − Iga Cembrzyńska
- Infermera − Anna Romantowska